# Nososticta evelynae
Nososticta evelynae är en trollsländeart som först beskrevs av Maurits Anne Lieftinck 1960.  Nososticta evelynae ingår i släktet Nososticta och familjen Protoneuridae. IUCN kategoriserar arten globalt som otillräckligt studerad. Inga underarter finns listade i Catalogue of Life.